# Хровача
Хровача (словен. Hrovača) — поселення в общині Рибниця, регіон Південно-Східна Словенія, Словенія.